# Лялькова анімація

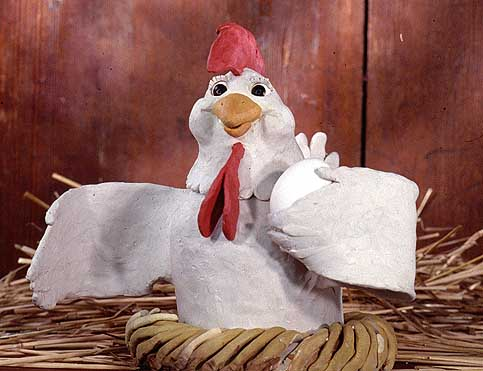
Пластилінова анімована курка з фінської реклами

Лялькова анімація (заст. укр. лялькова мультиплікація) — напрям анімації, що базується на об'ємних сценах-макетах з ляльками-акторами. Об'ємна сцена фотографується методом покадрової зйомки, після кожного кадру в сцену вносяться мінімальні зміни (наприклад, змінюється поза ляльки). При відтворенні серії знімків з частотою зміни кадрів виникає ілюзія руху об'єктів.

## Історія
Перші відомі спроби в ляльковій анімації були здійснені в 1898 році, коли американський фокусник Альберт Едвард Сміт покадрово знімав іграшковий цирк своєї доньки. Цей фільм під назвою «Цирк Хитуна-Бовтуна» втрачено. Французький карикатурист Еміль Коль в 1908 створив короткий фільм «Двоє братів-акробатів» з використанням ляльок, і «Солдатик, який став богом» з використанням іграшок і живих акторів. 1910 року Ладілас Старевич анімував комах для фільму «Жук-олень» (Lucanus cervus), перш ніж у 1930 році зняти «Роман де Ренар» («Казка про лисицю»), використовуючи ляльок і анімацію. В 1937 він створив фільм «Казка про лиса» (Le Roman de Renart) зі спеціально виготовленими маріонетками.
У 1938 році Жан Пенлеве зняв ляльковий фільм Рене Бертрана під назвою «Синя борода». Джордж Пал, піонер анімаційного кіно в Угорщині, працював у Німеччині, Великій Британії, Сполучених Штатах та Нідерландах, де зняв фільм «На параді» (1936). У Сполучених Штатах між 1940 і 1942 роками було створено 90-хвилинну компіляцію його творчості під назвою «The Puppetoon Movie» (десять короткометражних фільмів та уривки з десяти інших фільмів), у якій було використано понад п'ять тисяч різних ляльок, виліплених вручну. На початку фільму Вінсенте Мінеллі «Шаленство Зігфельда» (1946) використовувалися ляльки Лу Буніна, яких він також використав для «Аліси в країні чудес» (1948).
Тадахіто Мочінага популяризував лялькову анімацію в Китаї через дефіцит фарби та плівки після війни. У 60-х роках він керував ляльковою анімацією в США для таких постановок, як «Нові пригоди Піноккіо» (1960—1961) та «Олень Рудольф» (1964). У Великій Британії лялькова анімація використовувався для багатьох дитячих телешоу, таких як «Пінгвіни» (1961—1965), «Кленгери» (1969—1972) і «Котяра» (1974).
Чеську школу лялькової анімації заснував Їржі Трнка, який у 1924 році у віці 12 років став лялькарем у театрі свого вчителя Йозефа Скупи. Студія Трнки випустила багато короткометражних і повнометражних фільмів, з-поміж яких найвідоміші «Соловей царя» (1949), «Сон літньої ночі» (1959) і «Рука» (1965). 1947 року Карел Земан створив комічного персонажа, маріонетку на ім'я Пан Прокук, героя серії фільмів. У «Згубному винаході» (1958) він змішав покадрову анімацію, живу дію та ляльок. Бретислав Пояр зняв з використанням ляльок «Краплі забагато» (1954), тоді як Мілош Маковек створив ляльковий фільм «Забутий вартовий». У Польщі Галина Бєлінська продюсувала «Капелюх під зірками» (1954) і «Музичну скриньку» (1956). У Китаї Ян Тей створив «Мавпу» в 1959 році.

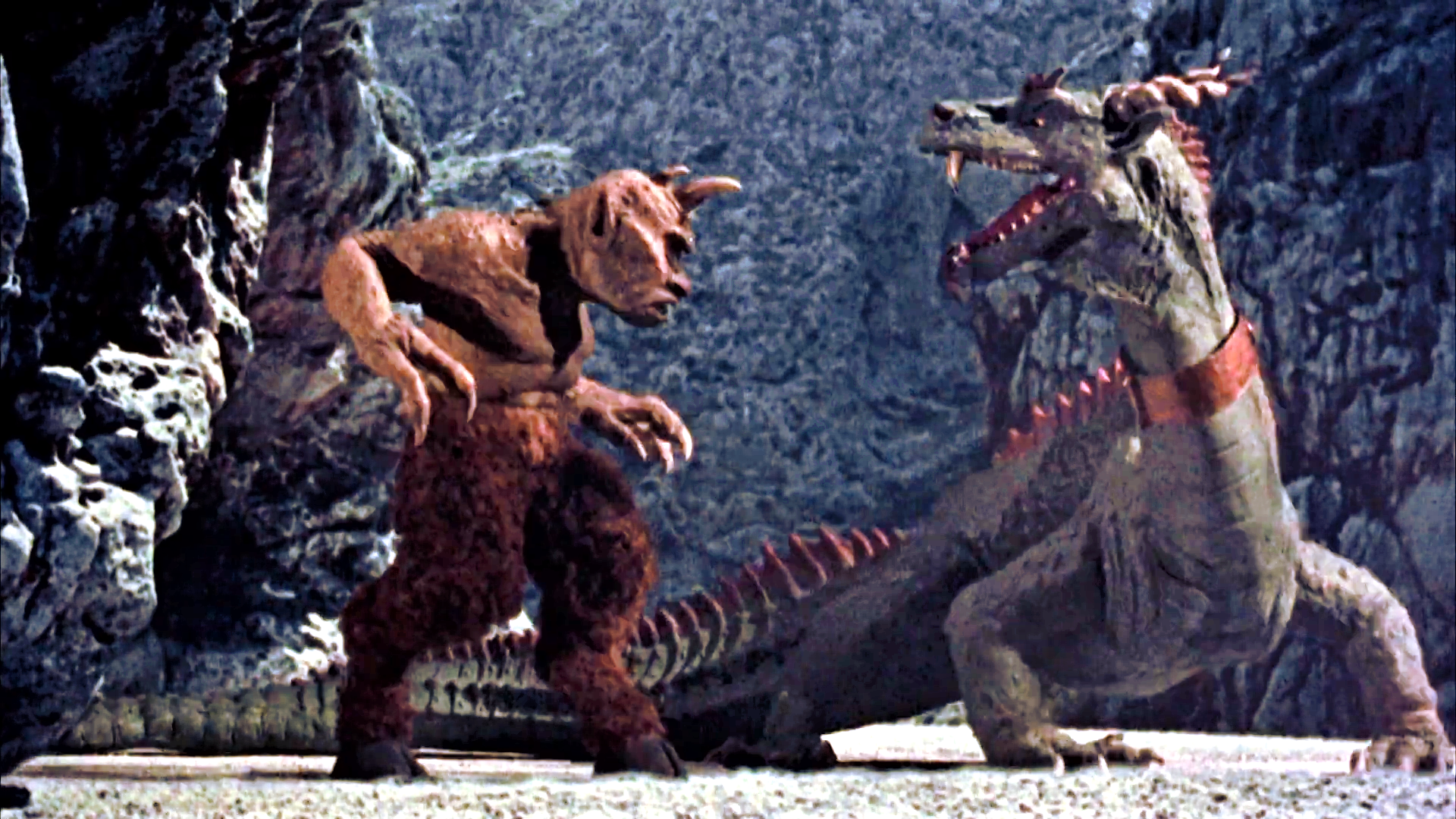
Лялькові чудовиська в «Сьомій подорожі Синдбада» (1957)

Одним із найвідоміших аніматорів цього часу є Вілліс О'Брайен. Його робота над фільмом «Загублений світ» (1925) була революційною для свого часу. Пізніше він створив анімацію для фільму «Кінг-Конг» (1933). Це значно вплинуло на Рея Гаррігаузена, що розробляв візуальні ефекти для багатьох фільмів, таких як «Чудовисько з глибини 20 000 сажнів» (1953), «Це прийшло з моря» (1955), «20 мільйонів миль до Землі» (1957), «Сьома подорож Синдбада» (1957), «Таємничий острів» (1961), «Перші люди на Місяці» (1964), «Долина Гвангі» (1969), «Золота подорож Синдбада» (1974) і «Битва титанів» (1981).
До 1970-х років покадрова анімація стала одним із найвикористовуваніших методів візуальних ефектів. Вона застосовувалася в фільмах, музичних відео, в рекламі. Протягом XX сторіччя вона була популярною у Східній Європі, особливо в Радянському Союзі та державах-сателітах. Ряд повнометражних і короткометражних анімаційних фільмів, у яких використовується лялькова анімація, включає «Новий Гуллівер» Олександра Птушка (1935), «Закохана хмара» Романа Качанова (1959), «Крокодил Гена» (1969) і «Чебурашка» (1971); «Лошарик» Івана Уфімцева (1971) і «Падав торішній сніг» (1983) Олександра Татарського.
У 1990-і лялькова анімація стала витіснятися комп'ютерною графікою. У «Парку Юрського періоду» (1993) використовувалися металеві арматурні ляльки, під'єднані до комп'ютера через дроти, щоб керувати віртуальним персонажем. У цей час створювалися відомі лялькові фільми, такі як «Жах перед Різдвом» (1993), «Джеймс і гігантський персик» (1996), але завдяки успіху PIXAR із їхнім першим повнометражним фільмом «Історія іграшок» (1995) уся індустрія від музичної реклами, телевізійних шоу та художніх фільмів швидко відмовилася від покадрової анімації та ляльок. Аніматори стали вдаватися до лялькової анімації, щоб показати свою майстерність, або щоб передати дрібні деталі, текстуру матеріалів, які не може передати комп'ютерна анімація.
Лялькова анімація XXI століття включає такі фільми, як «Аномаліза» (2015), «Кубо і легенда самурая» (2016), «Острів собак» (2018), «Вовчий дім» (2018), «Зникла ланка» (2019), «Марсель, мушля в черевичках» (2021), «Будинок» (2022), «Божевільний бог» (2022), «Піноккіо» (2022), «Венделл і Вайлд» (2022).

## Різновиди стоп-кадру
У стереоскопічному 3D в історії кіно стоп-моушн знімали дуже рідко. Першою знятою в 3D короткометражкою була стрічка «У гармонії з завтрашнім днем» (також знана як «Моторний ритм»), створена у 1939 році Джоном Норлінгом. Другою стереоскопічною анімаційною стрічкою стала «Пригоди Сема Спейса» (The Adventures of Sam Space) 1955 року режисера Пола Спрунка. Третьою і останньою анімаційною короткометражкою у стерео 3D стала «Неймовірне вторгнення 20 000 гігантських роботів з космосу» у 2000 році Елмера Кана та Александра Лентіса. Це також перша в історії кіно стереоскопічна 3D-стереокороткометражка зі стоп-моушн і CGI. Фільм «Паранорман» знято саме у форматі 3D-стоп-моушн. Першим повністю стоп-моушн повнометражним 3D-фільмом став «Кораліна» (2009), знятий за мотивами роману-бестселера Ніла Ґеймана режисером Генрі Селіком.
Ще одна складніша варіація стоп-моушн — ґоу-моушн, розроблена Філом Тіппетом і вперше використана у фільмах «Імперія завдає удару у відповідь» (1980), «Володар драконів» (1981) та у фільмах серії «Робокоп». Ґоу-моушн передбачає використання комп'ютера для керування затвором камери в поєднанні з традиційними ручними маніпуляціями з моделлю в проміжках між кадрами для створення ефекту розмиття в русі. Тіппетт широко використовував цей процес у своєму короткометражному фільмі «Доісторичний звір» 1984 року — 10-хвилинній стрічці, що зображує травоїдного динозавра (моноклонія), якого переслідує м'ясоїдний (тиранозавр). З новими кадрами «Доісторичний звір став динозавром!» у 1985 році вийшов повнометражний документальний фільм про динозаврів, який вів Крістофер Рів. Ці тести руху Філа Тіппета стали моделями руху для його першого фотореалістичного використання комп'ютерів для зображення динозаврів у «Парку Юрського періоду» в 1993 році. Низькотехнологічну ручну версію цієї техніки розмиття вперше застосував Владислав Старевич у німу епоху і використав її в своєму фільмі «Прекрасна Луканіда» 1921 року.
Прикладом сучасного засобу для створення стоп-моушн є відеопрограма Nintendo 3DS Camera, видана 8 грудня 2011 року як оновлення системи 3DS.